# Алатр
Алатр — артистический клуб в Москве в 1914—1917 годах.

## Основание
По воспоминаниям Л. Л. Сабанеева, клуб был открыт для публики осенью 1914 года (создание клуба шло с начала 1914 года) по инициативе околотеатрального деятеля Попелло-Давыдова с целью предоставить площадку для выступлений его жены, певицы императорского театра, не вызывавшей интереса у публики. Н. Я. Серпинская сообщает, что к основанию клуба имел отношение также Собинов.
Клуб был назван в честь легендарного алатырь-камня и разместился в домe генерала Толмачева на Тверской; в первое правление вошли Попелло-Давыдов, Собинов, Казин[какой?], В. Г. Сахновский, А. О. Гунст, И. Л. Толстой и Л. Л. Сабанеев.

## Закрытие клуба
Клуб каждый год закрывался в мае на «летний сезон». В 1917 году из-за большевистского переворота клуб не открылся осенью. По мнению Сабанеева, богемная атмосфера Алатра перекочевала при большевиках вo Дворец искусств.

## Атмосфера
Клуб привлекал самых разных посетителей, хотя основную массу составляли актёры практически всех московских театров, от Большого до оперы Зимина. Кроме небольшого количества музыкантов, писателей, журналистов, деятелей кино, клуб посещали также художники и поэты, «фон» составляли не связанные напрямую с искусством люди, в основном из среды крупной буржуазии. Благодаря присутствию известных журналистов, в клубе быстро распространялись доцензурные новости.
Л. Л. Сабанеев среди «завсегдатаев» клуба отмечает Коровина, Ханжонкова, Шаляпина. Горького.
В подражание петербургской «Бродячей собаке» программы не было, выступления проходили в форме импровизации. Клуб был открыт с вечера до утра (зачастую дежурный директор уходил в восемь утра). Азартные игры были запрещены.

## Влияние на культуру
Культурного значения «Алатр», конечно, никакого не имел, но он был приятным местом отдыха
Л. Л. Сабанеев
В то же время именно здесь начались многие карьеры; так, здесь восходила звезда Вертинского, который регулярно посещал клуб и часто в нём выступал. Здесь же  Вера Холодная познакомилась с Ханжонковым, с чего и началась её кинематографическая карьера.